# 卡托利科斯
卡托利科斯（希臘語：Καθολικος），亦可譯為大教長或大公長，是部分東方基督教教會所使用的頭銜，用於一些東正教自治教會或是東方正統教會的領袖身上，通常會配合宗主教的頭銜一併使用。而有些例子中這些頭銜則會由一位宗主教贈與給一個他轄下的個別教會的領袖。
有記錄中最早使用這一頭銜的應是亞美尼亞使徒教會的領袖。自從啟蒙者額我略受命為亞美尼亞的主教後，這個頭銜就跟著亞美尼亞使徒教會的歷代領袖。
此外由於東方亞述教會的領袖也使用這個頭銜的緣故也影響了許多與此相關的敘利亞禮教會，包括東儀天主教的加色丁禮天主教會等。

## 詞源
卡托利科斯源自於古希臘語的，是的複數，意指「普遍的」。此一名詞也是天主教的拉丁文名稱「大公教會」的字源。

## 東方亞述教會
- 東方亞述教會

## 東儀天主教
- 東敘利亞禮
  - 加色丁禮天主教會
- 西敘利亞禮
  - 敘利亞-瑪蘭卡禮天主教會
- 亞美尼亞禮
  - 亞美尼亞禮天主教

## 東方正統教會
- 瑪蘭卡雅格敘利亞正教會
- 詹姆斯派敘利亞正教會
- 衣索比亞正教會

## 亞美尼亞使徒教會
亞美尼亞使徒教會自啟蒙者額我略開始的歷代首領就使用卡托利科斯這個頭銜，在今日這個教會隨著發展有兩位保有卡托利科斯頭銜的高階神職人員。分別是:
- 全亞美尼亞的卡托利科斯
- 基利家的教座的卡托利科斯

前者在順位上優先於前者

## 喬治亞正教會
喬治亞正教會的領袖的頭銜為「全喬治亞的卡托利科斯及宗主教」（Catholicos-Patriarch of All Georgia）。